# Lovisa Svensson
Lovisa Svensson (20 de novembro de 1853 — 17 de fevereiro de 1963) foi uma centenária sueca. Foi Decana da Humanidade de 9 de Setembro de 1961 até a data de seu falecimento, aos 109 anos e 89 dias. Sucede-lhe no título Elizabeth Kensley, de 107 anos.